# Gertrude Coghlan
Gertrude Coghlan (1 de febrero de 1876, Hertfordshire, Inglaterra - 11 de septiembre de 1952, Bayside, Estados Unidos) fue una actriz, conocida por su papel en teatro en la obra The Travelling Salesman y en el cine por The Royal Boje (1914), The Countess and the Burglar (1914) y Her Ladyship (1914).
Hija del actor de teatro Charles Francis Coghlan y hermana del también actor Charles F. Coghlan, estuvo casada con el productor teatral Augustus Pitou.

## Filmografía
- The Royal Boje (1914) como Celia Pryse
- Her Ladyship (Breve, 1914) como Lady Cecile
- The Countess and the Burglar (Breve) como la condesa